# 黃棘之盟
楚懷王25年(公元前304年)，楚懷王與秦昭襄王於黃棘(今河南省新野縣)境內，簽訂盟約，此盟約因在秦楚交界的棘陽與黃莊境內簽訂，故稱“黃棘之盟”。
此盟約在先前屈原就曾大力向楚王反對，楚王怒而將屈原流放至了漢北，流放期間，創造大量的文學作品，當中仍坦露著報國之心，成為中國文學的起源之一。

## 秦楚關係
張儀曾為楚相，後因宮內和氏璧失竊，因張儀家貧，而遭誤會，對楚由此生怨，後勝任秦相曾對楚國展開報復。
其中，張儀曾赴楚國以秦國商600里交換楚與齊斷交，楚懷王貪得無厭一口就答應，派使者隨張儀回秦宮，回宮後張儀裝病，楚王以為張儀認為自己心意不夠堅定，竟派人至齊國罵齊王，齊王因而大怒，與楚斷交，張儀才與使者道明當初僅答應六里，使者回宮稟報後，令楚王大怒，發兵伐秦，反而失了漢中。
秦國與楚國關係複雜，一會和親，一會攻伐，難以交好。

## 三國合兵
楚懷王26年（公元前303年），齊國眼下楚國投向秦國，而聯合韓國、魏國合兵攻楚，史稱“垂沙之戰”，楚國太子熊橫到秦國作人質，求助秦昭襄王，秦王與大臣們商議後答應楚國發兵相助，而逼退了三國聯軍。
秦國多年來一直視楚齊聯盟為患，如今楚齊聯盟大勢以去，關係破裂，對秦國來說是一大好處。

## 延伸閱讀
- 屈原
- 張儀
- 黃棘
- 和氏璧
- 楚懷王
- 秦昭襄王